# Huta Namora (Balige)
Huta Namora is een bestuurslaag in het regentschap Toba Samosir van de provincie Noord-Sumatra, Indonesië. Huta Namora telt 375 inwoners (volkstelling 2010).